# The Celestine Prophecy
The Celestine Prophecy (A Profecia Celestina em português) é um livro de 1993 do novelista James Redfield, que discute várias teses psicológicas e espiritualistas que remontam à tradição antiga e encontram repercussão no contemporâneo movimento New Age. O principal personagem da novela enceta uma jornada em busca de uma série de nove revelações espirituais citadas em manuscritos do século V ou VI A.C., encontrados em ruínas no Peru. O nome da profecia faz referência a um dos papas chamados Celestino, que teria dado ordens para que a Igreja ocultasse a existência dos manuscritos.
O livro é escrito em primeira pessoa e obteve três sequências: The Tenth Insight: Holding the Vision, The Secret of Shambhala: In Search of the Eleventh Insight, e The Twelfth Insight.
Em 2006 foi lançado um filme com o mesmo título do livro.
O protagonista do livro inicia a jornada motivado por uma série de coincidências que ocorrem na sua vida em determinado momento (sincronicidade). Uma das teses defendidas na obra diz respeito ao vegetarianismo, que pode ajudar no equilíbrio da conexão com as coisas Divinas.

## Ligações Externas (Em inglês)
- «www.celestinevision.com»